# Astragalus parimanicus
Astragalus parimanicus är en ärtväxtart som beskrevs av Ahmed Ahmad Parsa. Astragalus parimanicus ingår i släktet vedlar, och familjen ärtväxter. Inga underarter finns listade i Catalogue of Life.